# Kvalitativ forskning
För kvalitativ analys inom kemi, se kemisk analys.
Kvalitativ forskning använder vetenskapliga metoder för insamling och tolkning av löpande text och annan icke-numerisk data. Kvalitativ forskning är ofta tolkande samhällsvetenskaplig forskning med rötter bl.a. i den humanvetenskapliga forskningstraditionens hermeneutik. Många kvalitativa metoder inom samhällsvetenskap är dessutom hämtade från etnologin, då forskaren själv befinner sig i den sociala verklighet som observeras och analyseras, och samtidigt genomför datainsamling och tolkning i växelverkan. Forskaren söker fånga inte bara människors handlingar, utan även tolka dessa handlingars innebörder.
Kvalitativ forskning är vanligt inom bland annat historievetenskapen, sociologin, genusvetenskap, vårdvetenskap och litteraturvetenskapen. Kvalitativa metoder används även inom en del marknadsrelaterade, icke-akademiska verksamheter, t.ex. marknadsanalys. Sådana metoder syftar i allmänhet till att skapa en djupare förståelse för attityder och idéer som förorsakar människors handlingar, formuleringar och beslutsfattande.  
Kvalitativ forskning innebär analys av lågt strukturerade data, exempelvis beslutsdokument, intervjuer och enkäter med öppna svar från ett fåtal personer eller en fallstudie, som tolkas textkritiskt. Detta medger inte induktion eller generalisering till ett stort antal andra fall. Kvalitativ forskning skiljer sig från kvantitativ forskning, där man använder statistiska och matematiska metoder för att studera högt strukturerade data, det vill säga data som kan kvantifieras i kategorier eller i siffror, ofta från stora stickprov av populationer, i syfte att kunna generalisera till hela populationen. Exempel på kvantitativ data är svar på enkätundersökningar med slutna alternativ, mätvärden och strukturerad observation från kontrollerade experiment, befolkningsstatistik, med mera. Kvalitativa metoder i denna bemärkelse förekommer vid analys av användbarhet inom datavetenskap och produktdesign, men i övrigt är kvantitativa metoder helt dominerande inom naturvetenskap, teknik och medicin.

## Historik
I början av 1900-talet utvecklades kvalitativa metoder främst av Chicagoskolan inom sociologin. Samhällsvetenkapen dominerades emellertid av kvantitativa metoder fram till 1960-talet. Idag är kvalitativa metoder väl etablerade inom de flesta samhällsvetenskapliga discipliner.

## Metoder
Exempel på kvalitativa metoder är diskursanalys av dokument, djupintervjuer, gruppdiskussioner, deltagande och ickedeltagande beteendeobservation under exempelvis beslutsmöten, reflexiva fältanteckningar, fokusgrupper, innehållsanalys, aktionsforskning samt deltagande aktionsforskning. Kvalitativ data kan kvantifieras halvautomatiskt med programvara för kvalitativ dataanalys. Kvalitativa metoder är också besläktade med grundad teori, narratologi och socialantropologi.
Kvalitativ vetenskaplig metod är induktiv, det vill säga innebär fördjupad analys av enstaka fallstudier. Datat är inte ett stickprov som representerar en population, och slutsatserna kan därför i allmänhet inte generaliseras till andra fall, men kan ge upphov till hypoteser vars generella giltighet kan prövas och falsifieras eller troliggöras för ett stort antal fall med kvantitativ metod. När kvalitativ forskning refereras i icke fack-press förekommer generaliseringar, eller att resultatet missuppfattas av allmänheten som generaliserbart.

## Vetenskapssyn
Kvalitativ forskning eftersträvar en helhetsbeskrivning (holism snarare än reduktionism) av en studerad situation eller ett fenomen (se fenomenologi).   
Kvalitativ forskning använder metoder med vetenskapsteoretisk/filosofisk grund i hermeneutik och fenomenologi. Den kvalitativa forskningen är starkare kopplad till vetenskaplisfilosofier som kritisk realism och konstruktivism, det vill säga ontologin (hur världen är beskaffad) om att det åtminstone inom vissa discipliner inte finns en objektiv och observerbar verklighet, utan data är i hög grad beroende av betraktarens subjektiva tolkning, som påverkas av observatörens grupptillhörighet, värderingar, fördomar och kunskaper. Empirismens möjlighet att beskriva verkligheten, och vetenskaplig positivism, ifrågasätts inom denna tradition, och teorier och modeller betraktas som skapade av människor som befinner sig i en historisk och kulturell kontext.
Den kvalitativa och den kvantitativa forskningen missuppfattas ofta som konkurrerande men behöver inte nödvändigtvis vara motstridiga utan kan många gånger komplettera varandra för att nå en allsidig belysning av ett forskningsproblem. Kvantitativa metoder kan användas för att generalisera och verifiera hypoteser som genereras utifrån kvalitativa fallstudier, på samma sätt som att kvalitativa metoder kan ge förståelse för orsakssamband bakom kvantitativa resultat. 
Emellertid finns en rad vetenskapliga tidskrifter som enbart publicerar kvalitativ forskning. Det förekommer bland vissa kvalitativt inriktade forskare ett motstånd mot att komplettera med kvantitativ forskning, därför att man betraktar det som vetenskaplig positivism eller scientism, eller därför att kunskapen om statistik är låg inom den kvalitativa traditionen.

## Kritik
Rent kvalitativ forskning, som inte verifieras kvantitativt, betraktas ofta med skepsis inom medicin, naturvetenskap och teknik, där vetenskap anses kräva (och tros möjliggöra) ett visst mått av generaliserbarhet, och där randomiserade studier i allmänhet krävs för att slutsatser ska anses evidensbaserade.
Kvalitativa forskare kritiseras för att deras resultat inte är upprepningsbara eller att resultatens rimlighet inte kan kontrolleras, och för att de inte alltid definierar begrepp på ett otvetydigt sätt, eftersom de inte beskriver data i väldefinierade kategorier.
Kvalitativ forskning tillämpas ibland av politiskt motiverade samhällsvetenskapliga forskare som anklagas för sociologism, det vill säga för att använda kvalitativ metod för att omtolka och bortförklara politiskt icke önskvärda kvantativa forskningsresultat.